# Universidad de Hertfordshire
La Universidad de Hertfordshire (UH) es una universidad pública en Hertfordshire, Reino Unido. La universidad tiene su sede en gran parte en Hatfield, Hertfordshire. Su institución antecedente, Hatfield Technical College, fue fundada en 1948 y fue identificada como una de las 25 facultades de tecnología del Reino Unido en 1959. En 1992, el gobierno británico otorgó a Hatfield Polytechnic el estatus de universidad y, posteriormente, pasó a llamarse Universidad de Hertfordshire. Es una de las universidades posteriores a 1992 .Hertfordshire tiene su sede principalmente en dos campus: College Lane y de Havilland . La universidad tiene 9 escuelas: Hertfordshire Business School, Computer Science, Creative Arts, Education, Health and Social Work, Humanities (que supervisa su programa CATS), Hertfordshire Law School, Life and Medical Sciences, Physics, Engineering and Computer Science y Hertfordshire Higher Consorcio de Educación. A partir de 2022, tiene alrededor de 32 000 estudiantes, incluidos más de 13 000 estudiantes internacionales que juntos representan 100 países, lo que hace que la universidad albergue la mayor proporción de estudiantes internacionales (fuera de Londres) en Inglaterra. La universidad es uno de los empleadores más grandes de Hertfordshire con más de 3400 empleados, 2045 de los cuales son miembros académicos del personal. El ingreso anual de la institución para 2021 – 22 fue de £317.5 millones de los cuales £ 9 millones provino de subvenciones y contratos de investigación, con un gasto de £ 305.3 millón.  Hertfordshire es miembro de University Alliance, Universities UK y European University Association
.

## Historia

### Orígenes

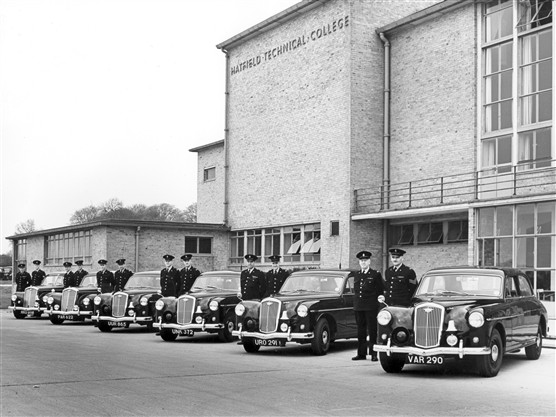
Colegio Técnico de Hatfield c. 1952

El campus original de la universidad estaba en Roe Green en Hatfield, donde se fundó como un colegio técnico con un enfoque particular en la formación de ingenieros aeroespaciales para la industria aeroespacial que entonces prevalecía en Hatfield. La familia Gape de St Michael's Manor en St Albans era propietaria de la tierra en Roe Green desde finales del siglo XVII. En la década de 1920 se lo vendieron a Hill, un agricultor, quien luego se lo vendió a Alan Butler, presidente de de Havilland Aircraft Company, que vivía en las cercanías de Beech Farm. En 1944, donó 90 acres (36,4 ha) de tierra en Roe Green para que se utilizaran con fines educativos. En 1948 se inició la construcción. El primer director, WAJ Chapman, comenzó el 1 de enero de 1949 y en la primavera de 1952 se nombraron 33 maestros a tiempo completo y 66 a tiempo parcial. Hatfield Technical College abrió con 1.738 estudiantes en septiembre de 1952 y en diciembre fue inaugurado oficialmente por el príncipe Felipe, duque de Edimburgo . Fue la primera gran escuela técnica que se estableció en Inglaterra después de la guerra. Los estudiantes asistieron a la universidad en cursos de medio tiempo o de tiempo completo.

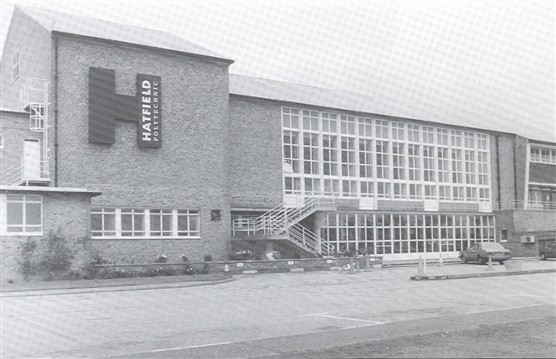
Politécnico de Hatfield c. 1969

En 1958 pasó a llamarse Hatfield College of Technology y en 1960 ofreció diplomas sándwich de cuatro años en tecnología. En 1961 fue designado colegio regional en Inglaterra y Gales por el Ministerio de Educación. Los gobernadores compraron una computadora digital a un costo de £ 29,201 en 1962 para poder establecer un título en informática . El Consejo de Premios Académicos Nacionales se formó en 1965 y Hatfield College fue reconocido por 13 cursos de grado con honores . Sir Norman Lindop se convirtió en director de la Facultad de Tecnología en 1966. Un año después, LE Haines fue nombrado presidente de los gobernadores, pero murió poco después y fue reemplazado por F. Bramston Austin. Un año después, se adquiere Bayfordbury para la universidad.

### SigloXX

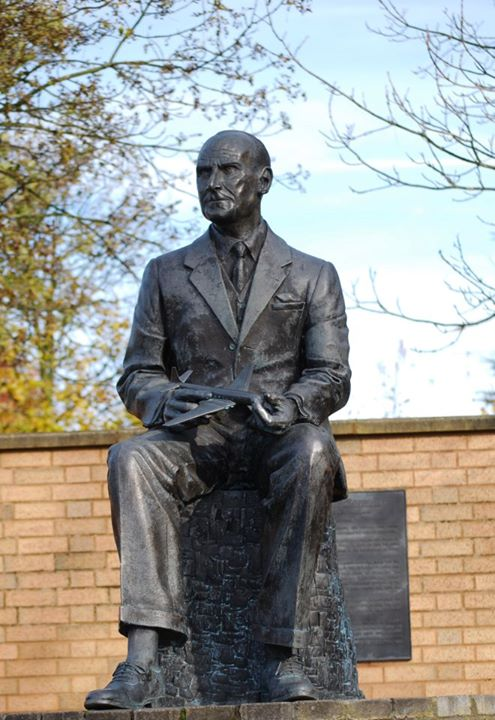
Sir Geoffrey De Havilland con un modelo de su avión a reacción 'Comet'

En 1969, Hatfield College of Technology se convirtió en Hatfield Polytechnic, y ofrece cursos de grado con honores en ingeniería y tecnología. En 1970 se construyó un observatorio en el campus de Bayfordbury . Wall Hall y Balls Park Teacher Training Colleges se fusionaron en 1976 para convertirse en Hertfordshire College of Higher Education. En el mismo año, el Politécnico de Hatfield se hizo cargo de Balls Park . En 1977, más del diez por ciento de los 4000 procedían de más de cuarenta países diferentes. El Centro Social de la Unión de Estudiantes abrió sus puertas en 1977. En 1982, John Illston sucedió a Sir Norman Lindop como director. Se construyó un pabellón deportivo en el campus de Hatfield en 1984 y el número de estudiantes en ese año fue de más de 5000. El número de empleados, en el mismo año, había aumentado a 824.
En 1992, el gobierno británico otorgó a Hatfield Polytechnic el estatus de universidad y, posteriormente, pasó a llamarse Universidad de Hertfordshire. Su institución antecedente, Hatfield Technical College, fue fundada en 1948 y fue identificada como una de las 25 facultades de tecnología del Reino Unido en 1959. En 1994, se eligió la Catedral de St Albans para celebrar las ceremonias de graduación de la universidad. El mismo año vio la primera publicación de tablas de clasificación y Hertfordshire fue nombrada como la mejor universidad nueva. En 1995, su facultad de derecho se trasladó a St Albans. Sir Ian MacLaurin fue nombrado canciller en 1996 y en 1997 abrió el Centro de Recursos de Aprendizaje .

### SigloXXI
En 2000, Olivia de Havilland, prima de Sir Geoffrey de Havilland, visitó la universidad para marcar la inauguración de un proyecto para construir un nuevo campus que lleva el nombre de su prima. El 50 aniversario de la universidad se celebró en 2002, momento en el que contaba con 21.695 estudiantes. En 2003, Tim Wilson sucedió a Neil Buxton como vicerrector y se inauguró el campus de Havilland. Hertfordshire Sports Village también abrió en 2003. En 2005, la universidad inauguró la Escuela de Medicina de Posgrado y la Escuela de Farmacia de Bedfordshire y Hertfordshire para mejorar la educación, la capacitación y la investigación médicas en la región. En 2006, la universidad abrió su Escuela de Cine, Música y Medios. La universidad inauguró el edificio MacLaurin en 2007, llamado así en honor a su ex canciller Lord MacLaurin, seguido de un nuevo edificio legal en 2011. Durante este período, Hertfordshire se convirtió en patrocinador académico principal del Colegio Técnico de la Universidad de Elstree, un colegio técnico universitario que abrió sus puertas en septiembre de 2013.  Hertfordshire también es el patrocinador académico de Watford University Technical College

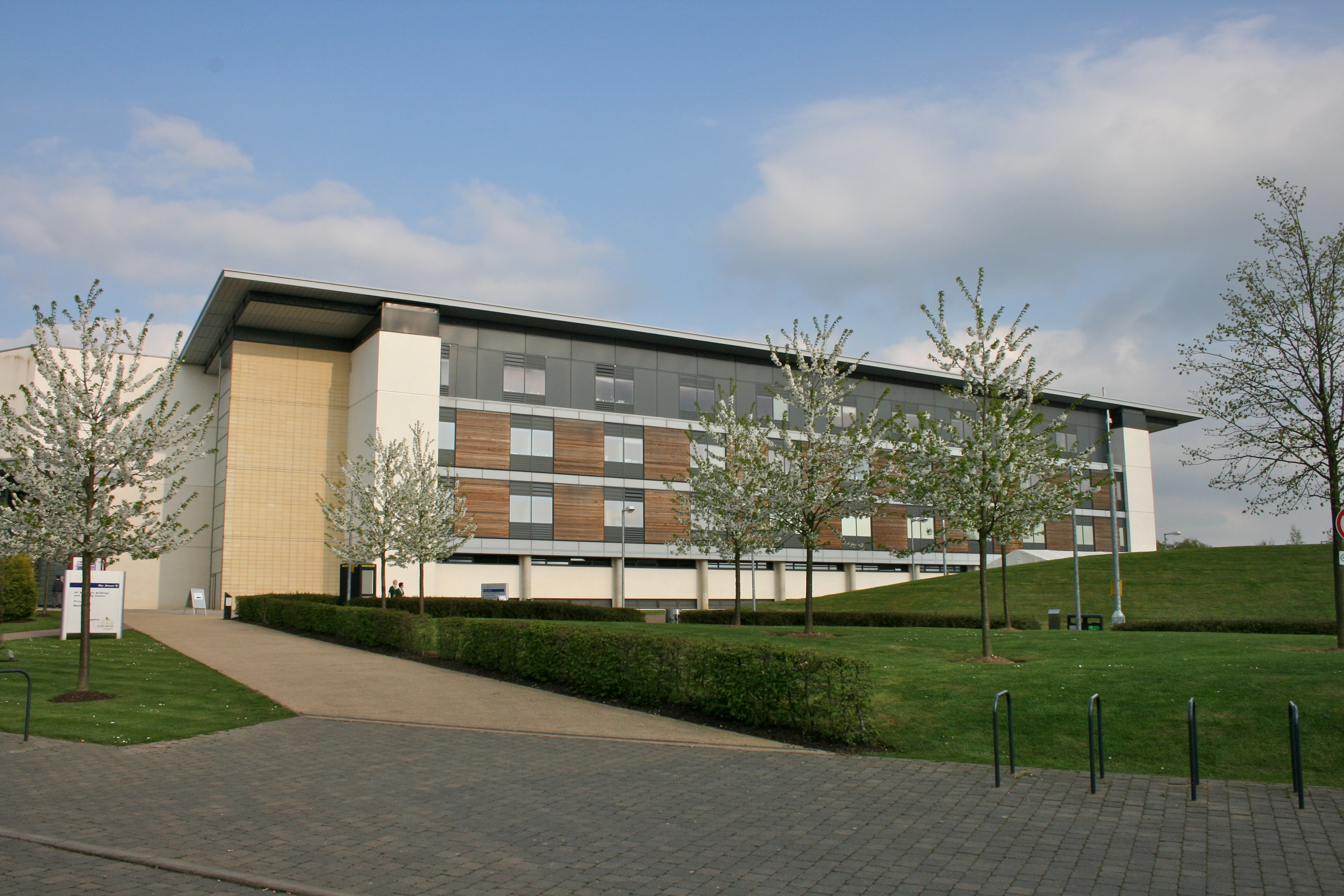
Edificio principal en el campus de Havilland

En 2010, Tim Wilson anunció su intención de jubilarse como vicerrector después de más de 19 años en la universidad. En 2011, Quintin McKellar reemplazó a Tim Wilson como vicerrector de la universidad. También en el mismo año, Hatfield Beacon se restaura y se reubica en el nuevo sitio de la Facultad de Derecho. Mientras tanto, al año siguiente, el proyecto Kaspar recibió una donación de 180 000 libras esterlinas de una fundación internacional que otorga subvenciones, que se utilizó para promover la investigación de la universidad sobre el uso de la robótica para apoyar el desarrollo social de los niños con autismo .
En 2015, Hertfordshire adoptó la política de nombrar sus edificios con el nombre de personas u organizaciones con un impacto local o regional significativo. Estos incluyen a Kate Bellingham, ingeniera y presentadora de televisión británica y Alistair Spalding, director ejecutivo y director artístico de Sadler's Wells Theatre. Todos los pasillos llevan el nombre de exalumnos influyentes que la universidad considera que representan los atributos de los graduados de Hertfordshire. En estos dos casos, los pasillos fueron nombrados en reconocimiento a los atributos de Bellingham y Spalding de profundidad intelectual y adaptabilidad y profesionalismo, empleabilidad y empresa. El mismo año, la Universidad de Hertfordshire fue anunciada como uno de los primeros beneficiarios de la Carta de Igualdad Racial, que es una iniciativa que reconoce la excelencia en el avance de la igualdad racial en la educación superior. La Carta fue lanzada por la Unidad Desafío de la Igualdad a principios del año académico 2015. En 2020, el Observatorio de la Universidad de Hertfordshire celebró su 50 aniversario y reveló una fotografía de exposición de ocho años, rompiendo el récord de exposición más larga. La artista, Regina Valkenborgh, era estudiante de maestría en agosto de 2012, cuando instaló la cámara estenopeica adjunta a una de las cúpulas del telescopio en el Observatorio. Luego, la cámara fue olvidada y redescubierta en septiembre de 2020 por el Oficial Técnico Principal del Observatorio. La fotografía registró el recorrido del sol sobre el cielo durante los 2.953 días que estuvo expuesto a él.

## Organización y administración

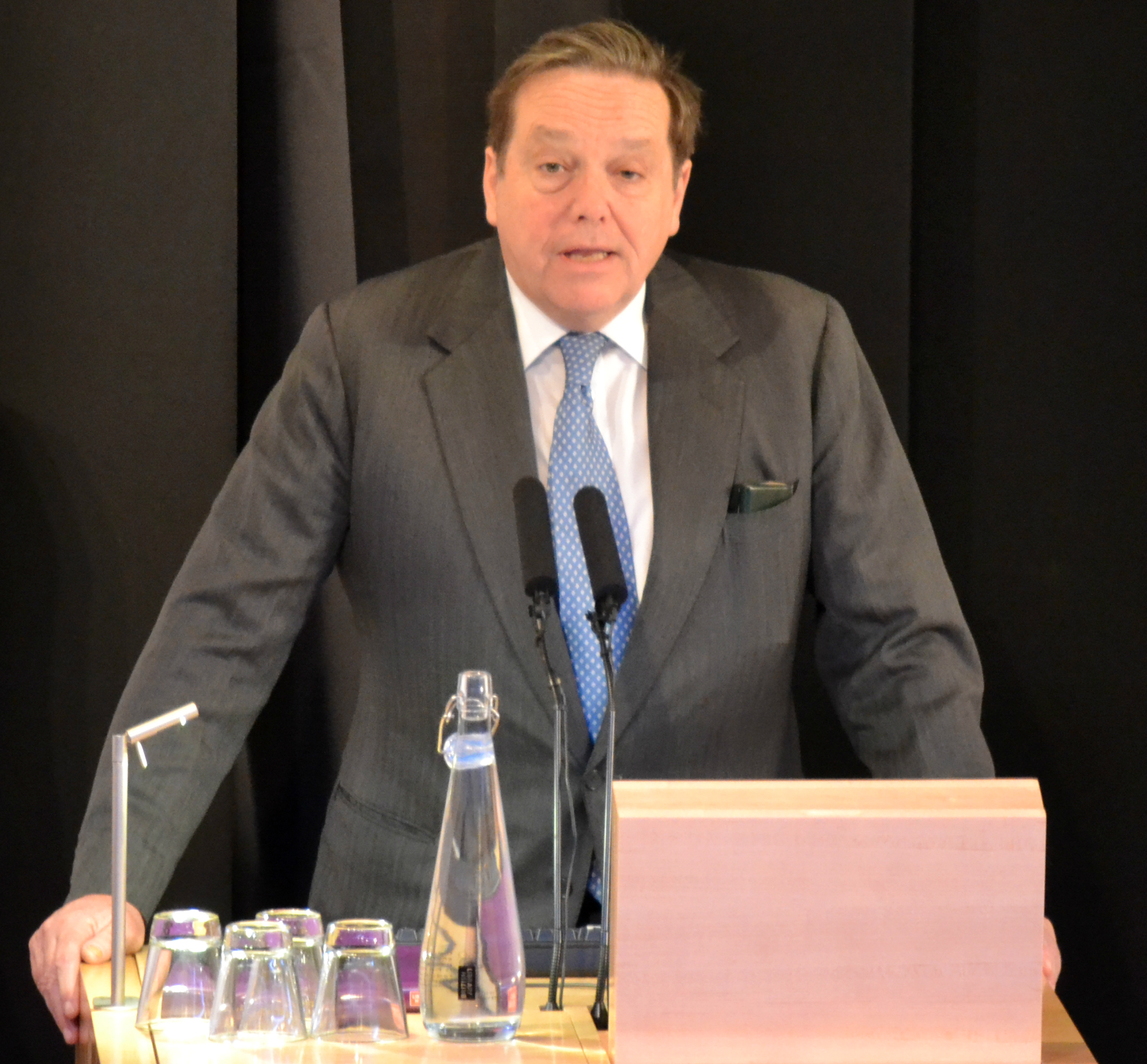
Robert Gascoyne-Cecil, séptimo marqués de Salisbury, rector de la Universidad de Hertfordshire

La Universidad de Hertfordshire se estableció como una Corporación de Educación Superior independiente en 1989 bajo los términos de la Ley de Reforma Educativa (1989). La institución es una organización benéfica exenta . La junta de gobernadores tiene la responsabilidad de administrar la universidad, mientras que la junta académica es responsable de la calidad y los estándares académicos, las políticas académicas, la investigación y las becas. El vicecanciller supervisa su funcionamiento diario. El canciller actual es Robert Gascoyne-Cecil y el vicecanciller actual es Quintin McKellar . En octubre de 2019, el actual vicerrector adjunto, el profesor Ian Campbell, se marcha para convertirse en vicerrector de la Universidad John Moores de Liverpool .
Las siguientes personas han sido vicerrectores de la universidad.
- Neil Buxton (1987-2003)
- Tim Wilson (2003-2010)
- Quintin McKellar (2011-presente)

La universidad se ejecuta en un calendario de tres trimestres en el que el año académico se divide en tres trimestres: otoño (septiembre-diciembre), primavera (enero-abril) y verano (abril-mayo). Los estudiantes universitarios de tiempo completo toman de tres a cuatro cursos cada año durante aproximadamente once semanas antes de sus recesos académicos trimestrales. El año escolar generalmente comienza a fines de septiembre y termina a mediados de mayo.

### Escuelas
La universidad ofrece más de 800 cursos de pregrado, posgrado, CPD, aprendizaje a distancia en línea y cursos cortos en sus 9 escuelas de estudio, dentro de las cuales hay alrededor de 50 departamentos académicos y 24 centros de investigación.
- Escuela de Negocios de Hertfordshire
- Artes creativas
- Educación
- Salud y Trabajo Social
- Consorcio de Educación Superior de Hertfordshire
- Facultad de Derecho de Hertfordshire
- Humanidades (que supervisa su programa CATS)
- Ciencias médicas y de la vida
- Física, Ingeniería e Informática [lower-alpha 1]

### Caridad
Al ser una Corporación de Educación Superior creada por la Ley de Reforma Educativa de 1988 modificada por la Ley de 1992, la Universidad de Hertfordshire es una organización benéfica exenta según lo definido en las diversas Leyes de Caridad. La Universidad de Hertfordshire tiene debidamente en cuenta la orientación de la Comisión de Caridad sobre la presentación de informes de beneficio público y, en particular, su orientación complementaria sobre el avance de la educación, de conformidad con los requisitos de HEFCE, el Consejo de Financiamiento de la Educación Superior de Inglaterra, como principal regulador. de instituciones de educación superior inglesas en virtud de la Ley de organizaciones benéficas de 2006. La universidad ha firmado un acuerdo con la Oficina de Acceso Justo (OFFA) para demostrar que el acceso a los programas de educación universitaria de tiempo completo no debe limitarse por circunstancias financieras individuales.

### Afiliaciones y membresías
Hertfordshire es miembro de la Asociación de Universidades de la Commonwealth, que es el organismo representativo de 535 universidades de 37 países de la Commonwealth .  Es la primera y más antigua red universitaria internacional del mundo, establecida en 1913. También es miembro de University Alliance, una red de universidades británicas que se formó en 2006, adoptando el nombre en 2007. University Alliance es un grupo de universidades 'comprometidas con los negocios' que afirman impulsar la innovación y el crecimiento empresarial a través de la investigación y la enseñanza. Su programa de MBA está afiliado a la Asociación de MBA, la única organización mundial de acreditación y membresía específica para MBA.

## Instalaciones

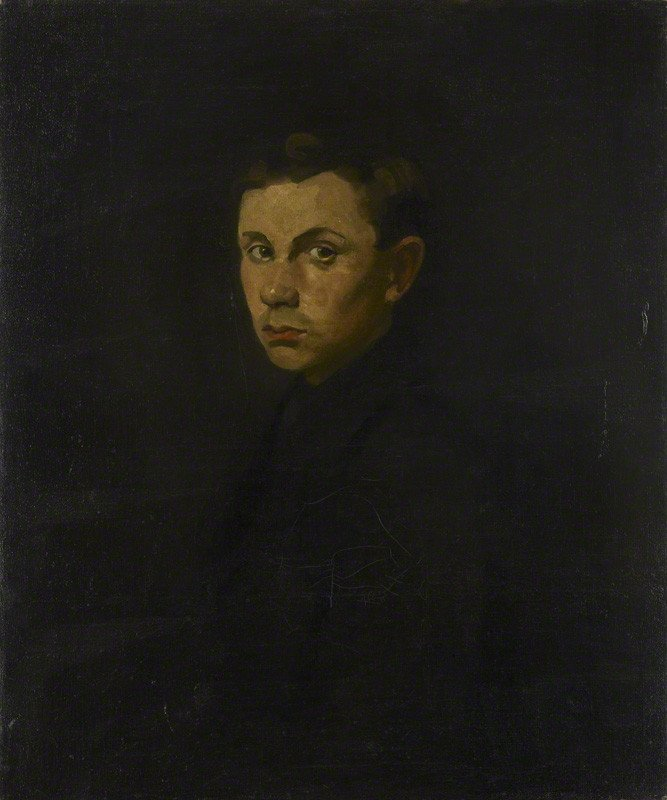
Ben Nicholson, por Mabel Pryde.

La universidad se basa principalmente en dos campus, College Lane y de Havilland . Posee una instalación de BioPark, que es un parque científico administrado por Exemplas en nombre de la universidad. También proporciona 6.000 metros cuadrados de espacio para laboratorios y oficinas a las empresas de ciencias de la vida y tecnología de la salud. A partir de 2014, actualmente hay 27 inquilinos permanentes y virtuales. Además, entre sus instalaciones deportivas se encuentran una piscina y un rocódromo. Cuenta también con el auditorio Weston, para eventos artísticos, dos galerías de arte y posee uno de los observatorios docentes más reconocidos del Reino Unido. Con más de 25 130 estudiantes, incluidos más de 5200 estudiantes internacionales que juntos representan a 100 países, Hertfordshire cuenta con más de 165 000 exalumnos de todo el mundo.

### Campus de College Lane
El sitio principal de la universidad sigue siendo el campus de College Lane, que alberga el edificio original de Hatfield Technical College. Entre los edificios de este campus destaca el Centro de recursos de aprendizaje de la universidad, una biblioteca y un centro informático combinados. También hay una colección sustancial de residencias estudiantiles y casas de estudiantes, y la Unión de Estudiantes de la Universidad de Hertfordshire tiene su sede en el campus de College Lane. El campus de College Lane también es la ubicación de Hertfordshire International College, que forma parte del grupo Navitas, y proporciona un camino directo para los estudiantes internacionales a la universidad. El Centro de Simulación de Emergencias y Cuidados Intensivos de Hertfordshire también está ubicado en College Lane. Recientemente se inauguró un nuevo edificio de ciencias en College Lane. Esta instalación especialmente diseñada ofrecerá principalmente laboratorios de enseñanza, una variedad de laboratorios de investigación y una cafetería.

### Campus de Havilland
El campus de Havilland de £120 millones, que fue construido por Carillion, abrió sus puertas en septiembre de 2003 y está situado dentro de 15 minutos a pie de College Lane, y está construido en un antiguo sitio de British Aerospace . Este campus también alberga su propio Centro de recursos de aprendizaje, una biblioteca y un centro informático combinados. Hertfordshire Sports Village, que incluye un gimnasio, una piscina y canchas de squash, también se encuentra en este sitio. El gran auditorio de Weston está presente en el campus de Havilland, junto al Centro de recursos de aprendizaje. El auditorio tiene una capacidad de 450 y puede albergar charlas tanto de conferencias universitarias para estudiantes como de conferencistas invitados para invitados y estudiantes, eventos de música y cine y eventos de danza. El campus también contiene 11 residencias estudiantiles; llamado así por pueblos y aldeas locales. Ashwell y Welwyn son ejemplos de los edificios con las ciudades presentes en Hertfordshire. El campus tiene como tema principal el derecho y los negocios, y tiene su escuela de negocios ubicada en el campus, así como su facultad de derecho. Se encuentra presente una sala de tribunal simulada a gran escala, que está disponible para que la usen los estudiantes que estudian una licenciatura en derecho. Junto con la Universidad de Northampton, públicamente, ofrece la licenciatura en derecho acelerada de 2 años.[cita requerida]

### Campus de Bayfordbury
Un tercer sitio de 50 hectáreas en Bayfordbury alberga el observatorio de teledetección de física atmosférica y astronómica de la universidad, el Centro Regional de Aprendizaje de Ciencias, estaciones de campo para programas de biología y geografía. Situado aproximadamente 6 millas (10 km) del campus principal en Hatfield, el Observatorio de Bayfordbury es uno de los observatorios de enseñanza astronómica más grandes del Reino Unido. El observatorio forma parte de las carreras relacionadas con la astronomía desde su apertura en 1970. Los siete telescopios ópticos en el campus de Bayfordbury para observar imágenes detalladas de objetos en el espacio. Además, los cinco telescopios más nuevos también se pueden operar de forma remota. El radiotelescopio de 4,5 metros y el interferómetro de línea de base de 115 metros de 3 platos permiten una visión completamente diferente del universo. Estos están conectados a 21 Receptores de línea cm, para detectar el hidrógeno neutro en la galaxia y fuentes de radio extragalácticas.

### Casa Meridiana
Sede de algunas escuelas dentro de la Facultad de Salud y Humanidades, este edificio está ubicado en el borde del centro de la ciudad de Hatfield, fuera del campus de College Lane. Meridian House es la ubicación de ocho laboratorios de habilidades clínicas para los programas de enfermería y obstetricia de la universidad. Las instalaciones de habilidades y las ambulancias para la capacitación de paramédicos también se encuentran en Meridian House, además del programa de asesoramiento y las oficinas del personal.

## Símbolos universitarios

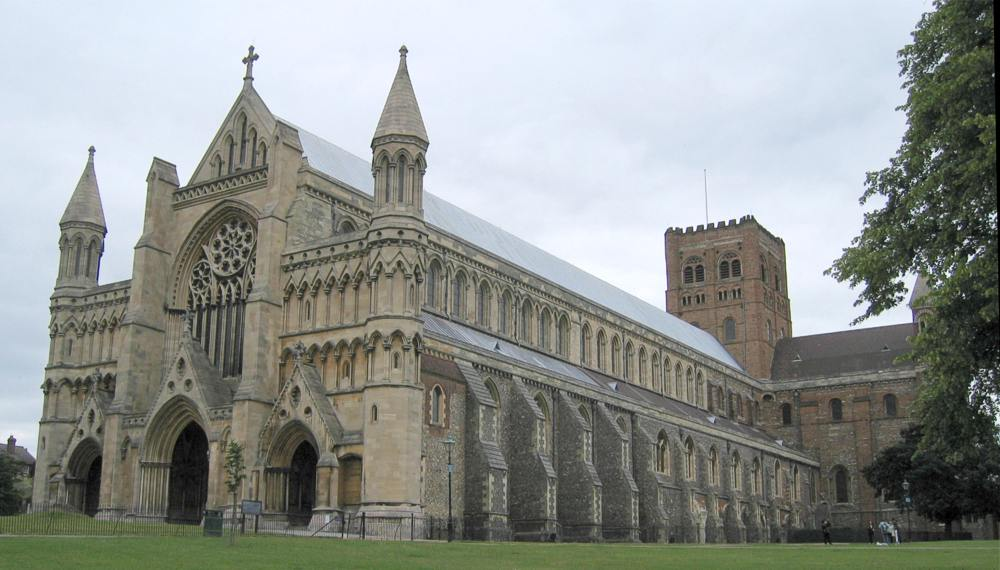
La Catedral y la Iglesia de la Abadía de St Alban es el lugar de las ceremonias de entrega de premios anuales de la universidad.

### Vestido académico
La Universidad de Hertfordshire prescribe vestimenta académica para sus miembros. De acuerdo con la tradición, la vestimenta académica de Hertfordshire consta de una toga, un gorro y una capucha. La túnica negra y la gorra cuadrada familiares para todos los lectores del Beano habían evolucionado hasta su forma actual en Inglaterra al final de la Reforma . La capota, que ahora es el signo distintivo de una titulación de nivel universitario, es de origen medieval y originalmente era funcional.

### Maza ceremonial
La maza ceremonial fue producida en 1999 por el artesano Martyn Pugh, un hombre libre de la Worshipful Company of Goldsmiths, miembro de la Asociación Británica de Joyeros y miembro fundador de la Asociación de Diseñadores Plateros Británicos. Su diseño simboliza los orígenes, la experiencia y las asociaciones de la universidad. Su forma está inspirada en la forma del ala de un avión que simboliza el origen de la universidad en la industria de la aviación . La cabeza de la maza está grabada con símbolos del zodíaco que representan la contribución de la universidad a la astronomía y también contiene la doble hélice del ADN que representa las ciencias biológicas y chips de microprocesador que representan la tecnología de la información y las comunicaciones.

### Escudo de armas
El escudo de armas de la universidad fue otorgado en 1992. El escudo está cargado con un roble tomado del escudo de armas del antiguo Distrito Rural de Hatfield, la constelación de Perseo (que contiene la estrella binaria Algol) y una representación de la letra "H" que recuerda el emblema del antiguo Politécnico de Hatfield. La cresta, un Fénix que se eleva desde una corona astral, representa la evolución de la universidad desde un colegio técnico que capacita a aprendices para la industria de la aviación. Los dos ciervos que sostienen el escudo representan el condado de Hertfordshire, y las copas cubiertas se refieren a AS Butler, quien donó el terreno sobre el que se construyó el campus original. Un pergamino lleva el lema Buscar conocimiento a lo largo de la vida .

### Logotipo de la universidad
El logotipo universitario estándar comprende el nombre de la universidad y el símbolo UH en un panel horizontal. Hay una zona de exclusión equivalente a la altura de la H en el logo arriba, abajo ya la derecha del logo. La universidad ha creado una versión respaldada del logotipo que se utilizará cuando la legibilidad sea un problema con el logotipo estándar. Comprende solo el nombre de la universidad en un panel horizontal. Aunque la universidad marca su logotipo en varios colores, los colores estándar son el blanco y el negro.

## Perfil académico

### Reputación
La Facultad de Farmacia de la universidad ha recibido la acreditación completa de la Real Sociedad Farmacéutica de Gran Bretaña .[cita requerida] La Universidad de Hertfordshire es reconocida como una de las veinte mejores universidades del mundo para estudiar animación. De acuerdo con Destination of Leavers from Higher Education 2012–13, el 93,2 por ciento de sus graduados de primer grado en el Reino Unido a tiempo completo están trabajando o estudiando más dentro de los seis meses posteriores a la graduación. Cuatro de las escuelas de la universidad lograron puntajes del 98 por ciento: física; astronomía y matemáticas; salud y trabajo social; derecho y educación. La encuesta, realizada por la Agencia de Estadísticas de Educación Superior (HESA) del Reino Unido, reveló en sus Indicadores de Desempeño para el Empleo del Reino Unido 2013/14 que la Universidad de Hertfordshire ha escalado 30 lugares el año pasado y ahora ocupa el puesto 35 entre 152 universidades en el REINO UNIDO.
En septiembre de 2015, la Guía completa de la universidad mostró que la universidad tiene los delitos "relevantes para estudiantes" registrados más bajos en el este de Inglaterra . Es el cuarto año que la universidad ha tenido la tasa más baja de delitos registrados en el este de Inglaterra. Por el compromiso de la universidad con la igualdad de género, se le otorgó el estatus institucional Bronce de Athena Swan . La Universidad de Hertfordshire ganó el premio Guardian University Award for Student Experience en 2015.

### Clasificación
La Universidad de Hertfordshire ocupa el puesto 601-800 entre las universidades del mundo en el ranking mundial de universidades de Times Higher Education en 2019. Se encuentra en el ranking de 101-150 en Young University Rankings 2018. En clasificaciones específicas de materias, tiene una clasificación mundial general entre 301 y 400 en Artes y Humanidades en 2019. Tenía una clasificación mundial específica de la materia entre 150 y 200 en Enseñanza europea en 2018. The Complete University Guide clasificó los cursos de UH en ciencia de los alimentos, trabajo social, optometría, oftalmología y ortóptica y tecnología médica como los 20 mejores en el Reino Unido en 2019. En THE 100 Under 50 university 2015, una clasificación global de las 100 mejores universidades del mundo menores de 50 años, la Universidad de Hertfordshire ocupó el puesto 71. Fue galardonada con la Universidad Empresarial del Año por Times Higher Education en 2010. En 2011, The Complete University Guide ocupó el puesto 41 entre las universidades del Reino Unido, su clasificación regional más alta en los últimos años. En el ranking de Times Higher Education de la mayoría de las universidades internacionales en enero de 2015, Hertfordshire ocupó el puesto 84 entre las 100 mejores del mundo. En 2016, Times Higher Education la colocó en el puesto 122 entre las 200 mejores universidades internacionales del mundo. Las clasificaciones se basan en la excelencia en la enseñanza, la investigación, las citas, los ingresos de la industria y la perspectiva internacional. En el ranking de las mejores universidades globales de US News en 2018, Hertfordshire ocupó el puesto 698 entre las universidades del mundo. Según la Encuesta de experiencia estudiantil de Times Higher Education de 2018, la Universidad de Hertfordshire tiene una clasificación de 69, con una puntuación de 75.5 para la satisfacción general de los estudiantes.

### QAA y OIA
La última auditoría institucional de la Agencia de Garantía de Calidad para la universidad fue en marzo de 2009. El resultado fue que 'se puede confiar razonablemente en la solidez de la gestión actual y futura de la institución de los estándares académicos de los premios que ofrece'.
De acuerdo con las estadísticas de quejas, de la Oficina del Conciliador Independiente, la universidad emitió 69 cartas de finalización de procedimientos en relación con quejas de estudiantes, en 2013. Esto está por debajo de la banda media de 81, lo que posiblemente sugiera una mayor satisfacción de los estudiantes en comparación con universidades de tamaño similar. La OIA recibió 22 denuncias en 2013. Esto está por encima de la banda media de 18,5, lo que posiblemente sugiera que más estudiantes están insatisfechos con el resultado de los procedimientos internos de quejas, en comparación con universidades de tamaño similar.
La universidad tampoco ha sido nombrada nunca en un informe anual de la OIA por un déficit en la práctica o por no cumplir con una recomendación establecida por el Conciliador .

## Investigación
La universidad cuenta con tres institutos de investigación: Instituto de Investigación en Ciencias Humanas y Salud; Instituto de Investigaciones Científicas y Tecnológicas; Instituto de Investigaciones en Ciencias Sociales, Artes y Humanidades. También un perfil de investigación en expansión con fortalezas clave en áreas de enfermería, psicología, historia, filosofía, física e informática.

### RRHH Excelencia en Investigación
En reconocimiento a las actividades de desarrollo relacionadas con las carreras de investigación y la posición de los investigadores en la universidad, la Comisión Europea otorgó a la Universidad de Hertfordshire el derecho a utilizar el logotipo HR Excellence in Research en la primavera de 2010.
Más del 55 por ciento de la investigación de la universidad ha sido calificada como 'líder mundial' e 'excelente internacionalmente' en el Marco de Excelencia en Investigación (REF) de 2014 del gobierno del Reino Unido anunciado el 18 de diciembre de 2014. El cincuenta y siete por ciento de las presentaciones de investigación de la universidad lograron una calificación de 4 o 3 estrellas. Este es un aumento del 11% en comparación con los resultados de la evaluación en 2008. En 2014, reclamó el mayor impacto en Historia por los resultados de REF, lo que indica que todas sus presentaciones en Historia se consideran "sobresalientes".

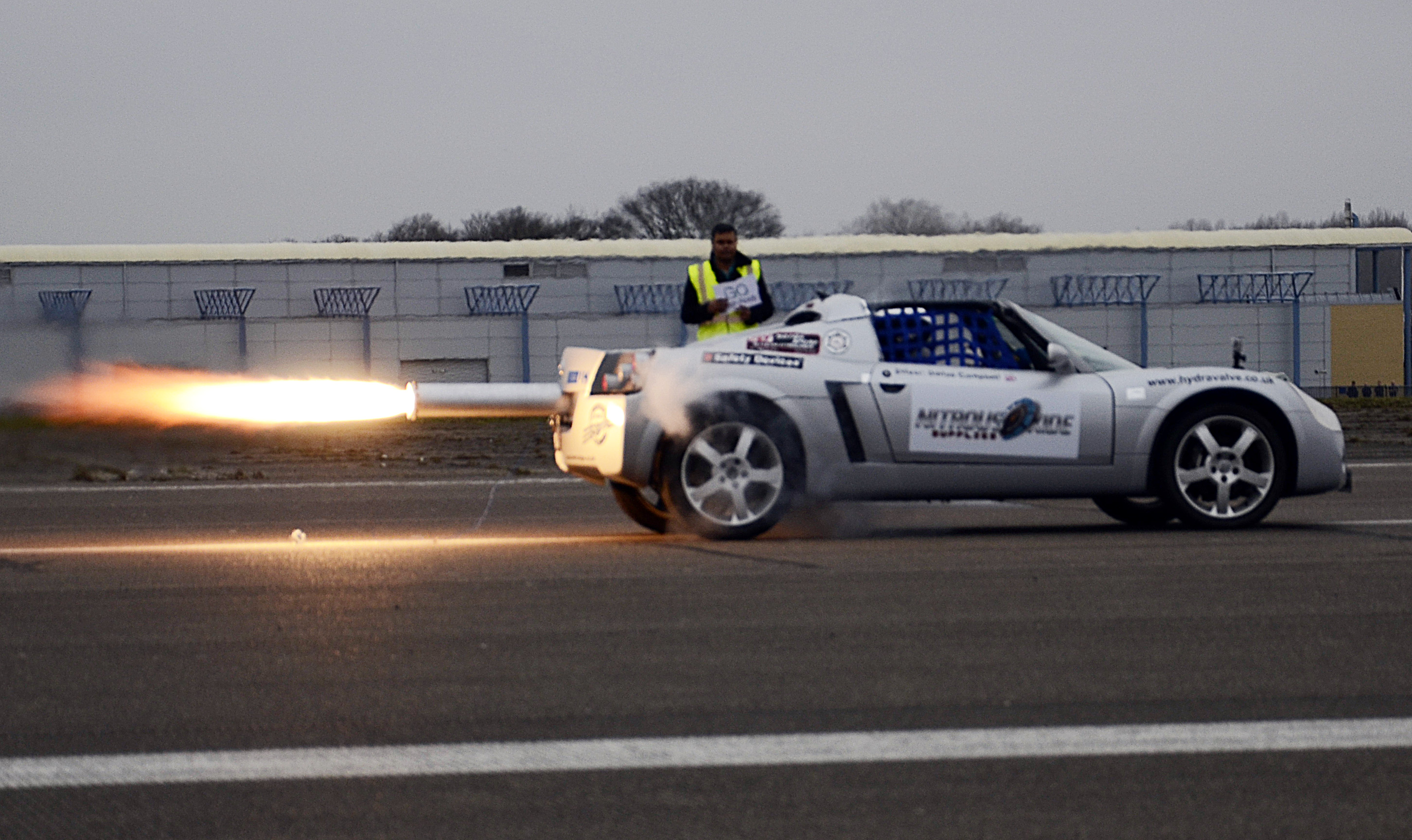
Coche propulsado por cohetes diseñado por la Universidad de Hertfordshire

Kaspar, un robot social, ha sido diseñado por el Grupo de Investigación de Sistemas Adaptativos (ASRG) de la Universidad de Hertfordshire. El proyecto Kaspar comenzó en 2005, basándose en investigaciones anteriores para desarrollar un robot social para involucrar a niños autistas en una variedad de escenarios de juego. El objetivo era investigar si interactuar y comunicarse con Kaspar ayudaría a los niños con autismo a interactuar y comunicarse más fácilmente con las personas. Esto es importante porque cada vez hay más pruebas de que la intervención temprana para niños con autismo puede cambiar la trayectoria de desarrollo del niño . Kaspar es una herramienta de investigación con respuestas programadas adaptadas para ser utilizadas por un niño autista en un entorno seguro y sin prejuicios. La investigación de Kaspar ha demostrado que los robots pueden proporcionar una herramienta segura y predecible para los niños con autismo, que les permite aprender habilidades de comunicación e interacción social, abordando objetivos terapéuticos y educativos específicos (por ejemplo, ser capaces de tener contacto visual directo o mirada compartida), en un contexto de juego agradable.

### Coche propulsado por cohetes
Como parte del Proyecto Aeroespacial de último año, los estudiantes y el personal de la Universidad de Hertfordshire diseñaron, construyeron y probaron un automóvil propulsado por cohetes de tamaño completo bajo la tutoría de Ray Wilkinson, profesor principal del Departamento de Ingeniería Aeroespacial y Mecánica. Con el apoyo de BBC - Bang Goes the Theory y el anfitrión Dallas Campbell, el auto deportivo Vauxhall VX220, fue equipado con un gran motor de cohete híbrido que está diseñado para producir más de media tonelada de empuje y fue probado en el aeródromo de Duxford . El proyecto llamó mucho la atención por su historia de éxito sin precedentes y se exhibió en lugares locales para generar interés en STEM.

## Instalaciones
En 1992, se creó University of Hertfordshire Press, cuya primera publicación fue un libro que celebraba el cambio de estatus de la institución de politécnica. La UH Art Collection se estableció en 1952, como parte del compromiso del Hertfordshire Country Council con el programa de posguerra. El objetivo de la Colección de Arte UH es presentar arte moderno y contemporáneo en lugares donde la gente estudia, trabaja y visita. Esto refleja la determinación de la Universidad de Hertfordshire de brindar no solo un entorno educativo atractivo, sino también uno que informe, ilumine y mejore la vida de sus estudiantes, el personal y la comunidad local. La colección tiene una cartera diversa que incluye fotografía, textiles, cerámica, escultura, técnicas mixtas y obras de Ben Nicholson, Barbara Hepworth, Andy Goldsworthy, Alan Davie y Diane MacLean.

### Estacionar y andar
Hertfordshire opera un servicio de autobús regular, Park and Ride, que conecta 800 espacios de estacionamiento en Angerland Common con sus instalaciones de College Lane y de Havilland Campus. El esquema comenzó en 2006, cuando inicialmente se le proporcionó la instalación de 700 automóviles en Angerland Common, en South Way, Hatfield, en un intento por sacar los automóviles de las carreteras circundantes.
Desde 2006, la universidad ha planeado abrir una segunda sede, con 150 espacios, en el estacionamiento del lado sur en Stanborough Lakes en Welwyn Garden City .
Uno (anteriormente UniversityBus) es un servicio de autobús operado por la Universidad de Hertfordshire, sirviendo a miembros del público en general, y también a sus propios estudiantes y personal, a una tarifa con descuento. En 1992, la Universidad de Hertfordshire quería crear y brindar un servicio de autobús desde y hacia la universidad. Uno, anteriormente conocido como UniversityBus, fue creado para brindar transporte de estudiantes a la universidad desde áreas locales; mejorar los viajes de este a oeste a través del condado de Hertfordshire ; y, para crear nuevos vínculos entre Hertfordshire y el norte de Londres .

## Vida de estudiante

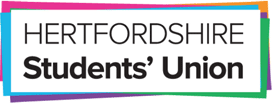
Logotipo de la Unión de Estudiantes de Hertfordshire

La principal fuente de vida nocturna es el Foro, que alberga tres espacios de entretenimiento, un restaurante, una cafetería, múltiples bares y estacionamiento en el lugar. La Unión de Estudiantes de Hertfordshire (HSU) es la Unión de Estudiantes de la Universidad de Hertfordshire. El Centro Social de la Unión de Estudiantes se inauguró en 1977. La gerencia de Hatfield Technical College alentó el establecimiento de un Consejo Representativo de Estudiantes (SRC) en 1982, para crear un sentido de unidad y expandir las actividades sociales de sus estudiantes de día. La SRC estaba afiliada a la Unión Nacional de Estudiantes, pero inicialmente se restringió en gran medida a las actividades sociales. Después de 1988, comenzó a hacer campaña sobre temas como la mejora de la cantina, el levantamiento de la prohibición de actividad religiosa o política dentro del entonces Politécnico de Hatfield y por un sindicato formal de estudiantes . La prohibición sectaria finalmente se levantó en 1992 y se otorgó una Unión en 1995. Sin embargo, la cantina siguió siendo un problema a lo largo de la década de 2000. El Sindicato de Estudiantes de la Universidad de Hertfordshire representa a todos los estudiantes de la universidad organizando actividades en el campus y dirigiendo diferentes clubes y sociedades, desde deportes hasta entretenimiento.

### Tridente Media Radio
Trident Media Radio (anteriormente conocida como Crush Radio, Campus Radio Hatfield, CRUSH y Crush 1278) es la estación de radio estudiantil. TMR está dirigido por estudiantes de la universidad. Crush está dirigido por estudiantes de la universidad junto con aficionados de los alrededores.
Crush fue la primera radio universitaria, fundada en 1960 bajo el nombre de CRH (Campus Radio Hatfield). Después de comenzar como una estación de radio pirata, CRH se convirtió en una Sociedad Universitaria de la Universidad de Hertfordshire y pasó a llamarse Crush 1278 para su transmisión en la frecuencia 1278AM. A medida que Crush se volvió más accesible a través de Internet, el nombre se cambió nuevamente a Crush Radio. En 2009, Crush como sociedad se fusionó con las otras sociedades de medios del sindicato de estudiantes y la Universidad de Hertfordshire como una sociedad de medios, aunque Crush todavía usa su propio sitio web y transmite en la frecuencia de 1278 a. m., sin embargo, dejó de transmitir en 1278 a. m. después de la mudanza en septiembre. 2009, pero se reinició a partir de febrero de 2011. Crush Radio ha estado transmitiendo desde 1960. Emite online a través de la plataforma Tunein.

### Deporte

#### Remo
El Club de Remo de la Universidad de Hertfordshire está afiliado a British Rowing (código de barco UHE) y Dave Bell se convirtió en campeón británico después de ganar el título de doble scull masculino en el Campeonato Británico de Remo de 2010 .

#### Fútbol americano
El equipo de fútbol americano de la Universidad de Hertfordshire, The Hurricanes, está afiliado a la Premier League South de la Liga de fútbol americano de las universidades británicas (BUAFL) 

## Instituciones asociadas
La universidad mantiene una serie de vínculos formales con instituciones de primer nivel de todo el mundo para compartir la enseñanza y la investigación y facilitar los intercambios de personal y estudiantes.
Además de sus socios internacionales, la universidad también tiene una sólida agenda regional y varias instituciones asociadas en la región: Elstree Screen Arts Academy, una facultad técnica universitaria ubicada en Borehamwood ; Watford UTC, un colegio técnico universitario para el área de Watford . La UTC se especializa en Gestión de Eventos y Ciencias de la Computación.

## Exalumnos notables
La universidad cuenta con exalumnos y personal notables en varias disciplinas. Hertfordshire tiene más de 5200 estudiantes internacionales y una red global de más de 160 000 exalumnos.[cita requerida]